# كريم سي سي

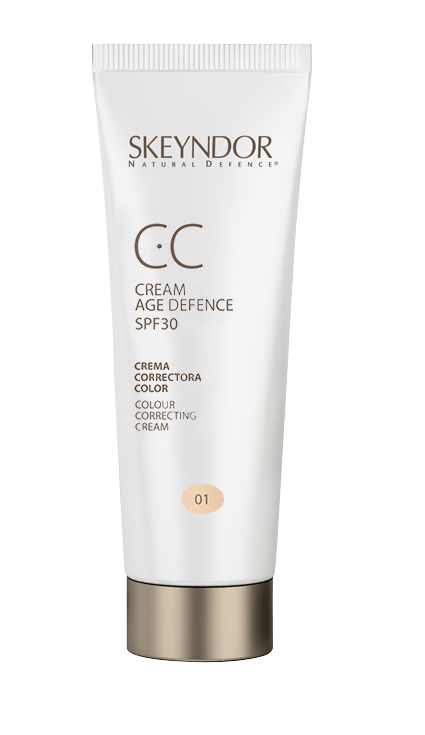
أحد أنواع كريمات سي سي.

كريم سي سي هو مصطلح تسويقي صاغ في أعقاب مصطلح تسويق كريم بي بي. يُستخدم «كريم سي سي» من بعض العلامات التجارية ويعني كريم التحكم بالألوان، أو كريم تصحيح لون، وتدعي بعض العلامات التجارية أنها تقلل من ظهور احمرار البشرة أو لتحسين لون البشرة غير المتساوي. كريمات بي بي وكريمات سي سي كلاهما مرطبات ملونة تحتوي على واقي من الشمس. لا يوجد تعريف علمي لأي من المصطلحين، ولا يوجد أساس قابل للقياس الكمي للفرق بين كريمات بي بي وكريمات سي سي: تختلف الاختلافات بين الاثنين من علامة تجارية إلى أخرى. صُنع كريم بي بي أصلاً في ألمانيا واكتسب شعبية في السنوات الأخيرة في آسيا، وخاصة كوريا الجنوبية، كما اكتسب شعبية في أوروبا وأمريكا الشمالية.
يمكن أن تختلف التغطية اختلافًا كبيرًا بين العلامات التجارية المختلفة، وغالبًا ما تكون الاختلافات في حدها الأدنى عند مقارنتها بكريمات بي بي. يطبقها بعض المستخدمين كإشعال بدلاً من استبدال الأساس. ظهر أول مرطب ملون تم تسويقه ككريم سي سي في عام 2010، وهو منتج لعلامة تجارية مقرها سنغافورة تقدم معظم شركات مستحضرات التجميل كلاً من كريمات بي بي وسي سي دون أي شركة رائدة في السوق في عام 2016.